# Oggetto transnettuniano risonante
In astronomia, un oggetto transnettuniano risonante è un oggetto transnettuniano (TNO) in risonanza orbitale con Nettuno. I periodi orbitali degli oggetti risonanti sono esprimibili in frazioni di numeri interi piccoli rispetto a quello di Nettuno (ad esempio 1:2, 2:3). Gli oggetti transnettuniani risonanti possono far parte sia della principale fascia di Kuiper, sia del più distante disco diffuso.

## Distribuzione

Distribuzione degli oggetti transnettuniani. Le orbite risonanti sono di colore rosso.

Il diagramma a lato illustra la distribuzione degli oggetti transnettuniani ad oggi noti (fino a 70 UA), in confronto con le orbite dei pianeti e dei Centauri. Gli oggetti risonanti sono rappresentati in rosso, mentre le orbite risonanti sono indicate con una barra verticale: 1:1 corrisponde all'orbita di Nettuno e a quella dei suoi asteroidi troiani, 2:3 all'orbita di Plutone e dei plutini, 1:2, 2:5, ecc. ad altre famiglie di oggetti.
Le designazioni 2:3 o 3:2 sono equivalenti, poiché gli oggetti transnettuniani hanno sempre periodo di rivoluzione maggiore di quello di Nettuno. Ad esempio, Plutone è in risonanza 2:3 poiché esso completa 2 orbite per ogni 3 orbite di Nettuno.

## Origine
Accurati studi analitici e numerici
di questi oggetti hanno dimostrato che essi sono abbastanza "vicini", cioè devono avere un intervallo di energia relativamente stretto per avere orbite stabili; se il semiasse maggiore della loro orbita è fuori da tale range, il loro moto diviene caotico.
Quando i TNO furono scoperti, una buona parte di essi (più del 10%) era in risonanza 2:3, lontani quindi da una semplice casualità nella distribuzione. Al giorno d'oggi si crede che questi corpi celesti siano stati "raccolti" da distanze più elevate a causa delle risonanze create dalla migrazione di Nettuno, all'origine del Sistema Solare. Già prima che venisse scoperto il primo TNO, infatti, si pensava che le interazioni fra i pianeti giganti e il disco di accrescimento nel giovane Sole, a causa del trasferimento del momento angolare, avessero fatto sì che Giove migrasse verso l'interno del sistema, mentre Saturno, Urano e Nettuno verso l'esterno. Nel (relativamente) breve lasso di tempo di questa migrazione planetaria, Nettuno ha intrappolato nelle orbite risonanti degli oggetti che inizialmente avevano le orbite più disparate.

## Popolazioni conosciute

### Risonanza 2:3 ("Plutini", periodo di rivoluzione: ~250 anni)

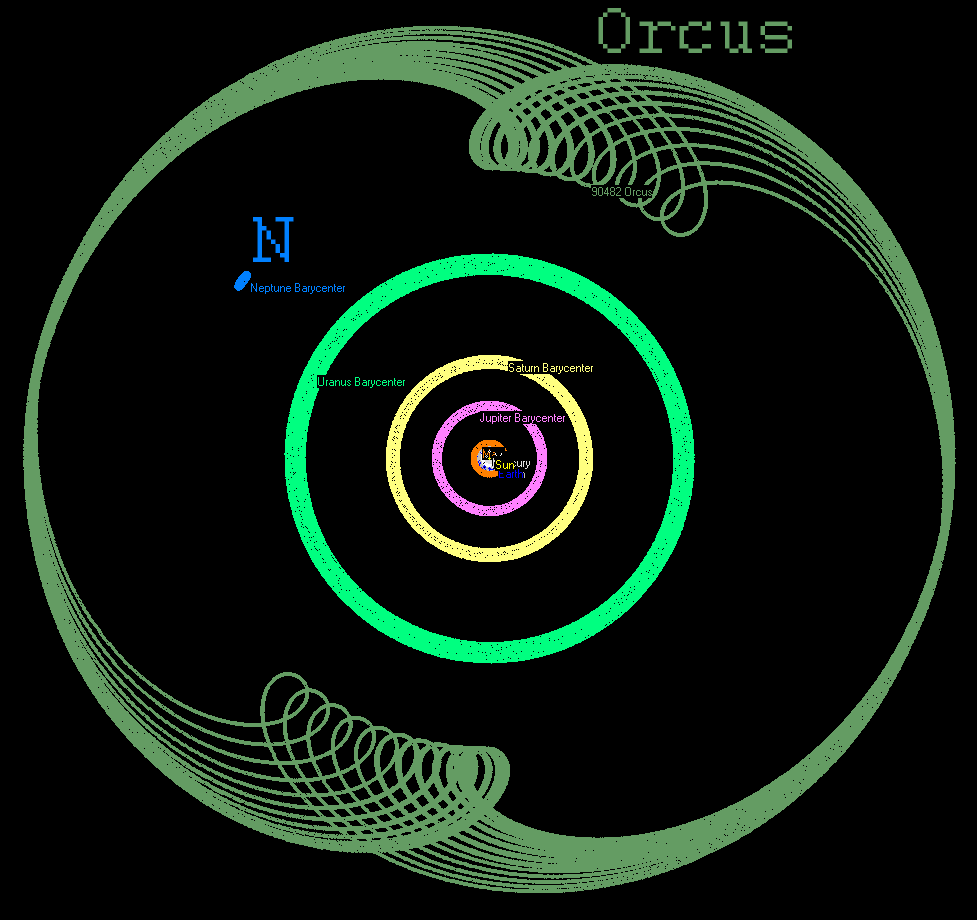
Il moto di 90482 Orcus in un sistema di riferimento rotante avente un periodo di rotazione pari a al periodo orbitale di Nettuno (che quindi risulta fermo in questo sistema di riferimento).

Plutone e le sue lune (in alto) comparati in dimensioni, albedo e colore con 90482 Orcus e 28978 Ixion.

La risonanza 2:3, a circa 39,4 UA, è la categoria di gran lunga dominante dei TNO, con 92 oggetti confermati ed altri 104 possibili membri. Gli oggetti che seguono questa orbita sono chiamati plutini, da Plutone, il primo corpo celeste scoperto avente tale caratteristica. La famiglia dei plutini include, tra gli altri:
- 90482 Orcus
- (84922) 2003 VS2
- 208996 Achlys
- (120216) 2004 EW95
- (15788) 1993 SB
- 28978 Ixion
- 38628 Huya
- 47171 Lempo

### Risonanza 3:5 (periodo di rivoluzione: ~275 anni)
Al 2012 comprende una popolazione di circa 10 oggetti, ad una distanza di 42,3 UA, tra i quali sono compresi:
- (126154) 2001 YH140
- (15809) 1994 JS
- (143751) 2003 US292
- (613100) 2005 TN74

### Risonanza 4:7 (periodo di rivoluzione: ~290 anni)
È un'altra importante popolazione (20 oggetti identificati al 2008), che orbita ad una distanza dal Sole di 43,7 UA, insieme ad altri corpi celesti (i Cubewani). Sono in genere di piccole dimensioni, con magnitudine assoluta maggiore di 6 e con orbite vicine all'eclittica. Tra questi oggetti troviamo:
- (469306) 1999 CD158 (il più grande)
- (119956) 2002 PA149
- (160147) 2001 KN76
- (119067) 2001 KP76
- (119066) 2001 KJ76
- (135024) 2001 KO76
- (119070) 2001 KP77
- (135742) 2002 PB171
- (118378) 1999 HT11
- (134568) 1999 RH215
- (118698) 2000 OY51
- 385446 Manwë

### Risonanza 1:2 ("Twotini", periodo di rivoluzione: ~330 anni)
Questa orbita risonante, situata a 47,8 UA dal Sole, è spesso considerata come il limite esterno della fascia di Kuiper e i corpi celesti che la abitano sono detti Twotini. Essi hanno orbite inclinate rispetto all'eclittica di circa 15 gradi, con una moderata eccentricità (tra 0,1 e 0,3). Sembra che un numero ancora ignoto di twotini non si sia originato dal disco di planetesimi primordiale, all'epoca della migrazione di Nettuno.
I corpi celesti in questa zona erano 14 al 2008, di gran lunga meno numerosi dei plutini. Si è dimostrato, grazie a simulazioni computerizzate a lungo termine, che la risonanza 1:2 è meno stabile di quella 2:3; solo il 15% degli oggetti della prima categoria sopravviveva dopo 4 miliardi di anni, a differenza dei plutini, dei quali rimaneva il 28%. Di conseguenza, si può ipotizzare che all'origine twotini e plutini fossero presenti in egual numero, e che in seguito le due popolazioni si siano differenziate a causa delle diverse stabilità delle due orbite.
Twotini con orbite sufficientemente conosciute sono (in ordine di magnitudine assoluta):

TNO risonanti (in rosso).

- (119979) 2002 WC19
- (26308) 1998 SM165
- (137295) 1999 RB216
- (20161) 1996 TR66
- (130391) 2000 JG81
- 1997 SZ10
- (137295) 1999 RB216

### Risonanza 2:5 (periodo di rivoluzione: ~410 anni)
Oggetti con orbite sufficientemente conosciute (a 55,4 UA) sono::
- (84522) 2002 TC302 (potenziale pianeta nano)
- (143707) 2003 UY117
- (119068) 2001 KC77
- (135571) 2002 GG32
- (69988) 1998 WA31

In totale, al 2008 erano stati classificati 11 oggetti aventi risonanza 2:5.

### Altre risonanze

La risonanza 12:7 di Haumea in un sistema di riferimento rotante. I colori rosso e verde dell'orbita indicano quando essa attraversa il piano dell'eclittica.

Altre risonanze sono state riscontrate per un certo numero di corpi celesti, tra i quali:
- 4:5  (35 UA, ~205 anni): (131697) 2001 XH255
- 3:4 (36,5 UA, ~220 anni): (143685) 2003 SS317, (15836) 1995 DA2
- 5:9 (44,5 UA, ~295 anni): (437915) 2002 GD32[9]
- 4:9 (52 UA, ~370 anni): (42301) 2001 UR163, (182397) 2001 QW297[10]
- 3:7  (53 UA, ~385 anni): (131696) 2001 XT254, (95625) 2002 GX32, (183964) 2004 DJ71, (181867) 1999 CV118
- 5:12  (55 UA, ~395 anni): (79978) 1999 CC158, (119878) 2001 CY224[11] (84% di probabilità di avere questa risonanza)
- 3:8  (57 UA, ~440 anni): (82075) 2000 YW134[12] (84% di probabilità)
- 2:7  (70 UA, ~580 anni): 2006 HX122[13] (occorrono però altre osservazioni per confermare la risonanza)

Alcuni oggetti a grandi distanze possiedono una risonanza semplice:
- 1:3  (62,5 UA, ~495 anni): (136120) 2003 LG7
- 1:4  (76 UA, ~660 anni): 2003 LA7[14]
- 1:5  (88 UA, ~820 anni): 2003 YQ179 (probabilmente si tratta di una coincidenza[15])

Altre risonanze non provate (potrebbe trattarsi di semplici coincidenze) sono:
- 12:7  (43 UA, ~283 anni): Haumea[16] (molto probabilmente in risonanza)
- 11:6  (45 UA, ~302 anni): Makemake[17] (182294) 2001 KU76
- 10:3  (67 UA, ~549 anni): Gonggong (stime preliminari sull'orbita)
- 17:5  (67 UA, ~560 anni): Eris[17]

### Troiani di Nettuno
Alcuni oggetti sono stati scoperti in orbite con semiasse maggiore simile a quello dell'orbita di Nettuno, e posizionati vicino al punto Lagrangiano L4 del sistema Sole-Nettuno. Questi corpi, detti Troiani di Nettuno in analogia agli asteroidi Troiani, sono in risonanza 1:1 con il pianeta; a maggio 2019, se ne conoscevano 20:
- 385571 Otrera
- 385695 Clete
- (527604) 2007 VL305
- (530664) 2011 SO277
- (530930) 2011 WG157
- (612243) 2001 QR322
- (613490) 2006 RJ103
- 2005 TN53
- 2010 TS191
- 2010 TT191
- 2012 UV177
- 2012 UD185
- 2013 VX30
- 2014 QO441
- 2014 QP441
- 2014 UU240
- 2015 RW277
- 2015 VV165
- 2015 VW165
- 2015 VX165

Altri tre oggetti sono stati finora individuati nel punto Lagrangiano L5:
- 2008 LC18
- 2011 HM102
- 2013 KY18

Resta infine dubbia la classificazione di 2004 KV18, inizialmente considerato un Troiano orbitante nel punto L5 di Nettuno, ma che secondo alcuni studi, a causa della sua elevata eccentricità, potrebbe modificare la sua orbita su scale di tempi relativamente brevi, dell'ordine dei 100.000 anni.

## Coincidenza e vera risonanza
Una debole risonanza è molto difficile da verificare, a causa delle imprecisioni nella conoscenza dell'orbita di oggetti celesti così lontani. Molti TNO hanno un periodo orbitale maggiore di 300 anni, e sono stati oggetto solo di brevi osservazioni. A causa quindi della loro distanza e del loro lento moto rispetto alle stelle, occorrono decenni per determinare correttamente la loro orbita e stabilire se ci sia una risonanza o meno.
Simulazioni ad opera di Emel'yanenko e Kiseleva del 2007 mostrano ad esempio che (131696) 2001 XT254 "oscilla" attorno alla risonanza 7:3 con Nettuno. Tale oscillazione può essere stabile per un periodo compreso tra 100 milioni e un miliardo di anni.

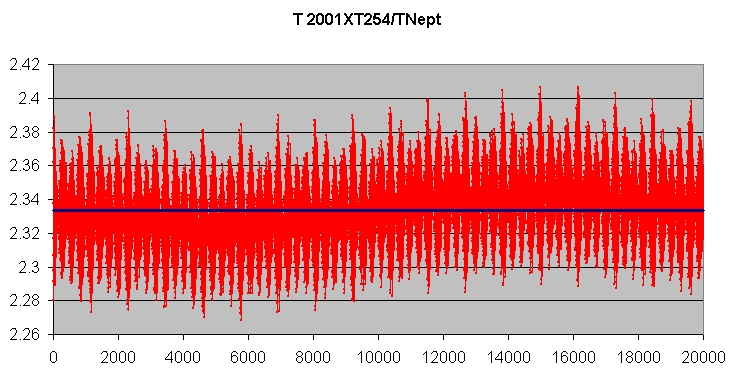
L'oscillazione di 2001 XT_{254} attorno alla risonanza 7:3 (2,333) con Nettuno.

Emel'yanenko e Kiseleva hanno anche dimostrato che (48639) 1995 TL8 ha meno dell'1% di probabilità di essere in risonanza 7:3, ma orbita comunque vicino a questa zona.

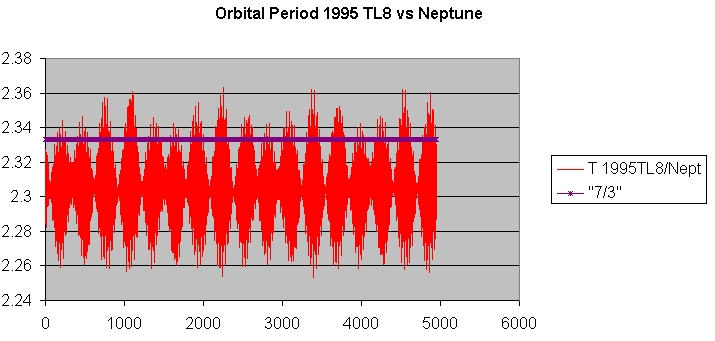
L'orbita di 1995 TL_{8} non incontra la risonanza 7:3 (2,333).

## Verso una definizione formale
La famiglia dei TNO non possiede una definizione universalmente accettata, poiché i confini di questa classe sono spesso poco chiari e lo stesso concetto di "risonanza" non è spiegato precisamente. Il Deep Ecliptic Survey ha introdotto una classe "dinamica", basata sulle previsioni a lungo termine delle orbite combinate con le perturbazioni dei quattro pianeti giganti.
In generale, si è notato come il moto medio di un oggetto risonante non dipenda solo dal periodo orbitale, secondo la formula:
{\displaystyle {\rm {p\cdot \lambda -{\rm {q\cdot \lambda _{\rm {N}}}}}}}
(dove p e q sono interi e λ e λN rispettivamente la longitudine media dell'oggetto e di Nettuno), ma anche dalla longitudine del perielio e degli assi nodali.
Un oggetto risulta pertanto essere Risonante (la R maiuscola indica la definizione formale della classe) se per numeri interi p, q, n, m, r, s l'argomento (l'angolo) definito di seguito oscilla attorno ad un valore definito:
{\displaystyle \phi ={\rm {p\cdot \lambda -{\rm {q\cdot \lambda _{\rm {N}}-{\rm {m\cdot \varpi -{\rm {n\cdot \Omega -{\rm {r\cdot \varpi _{\rm {N}}-{\rm {s\cdot \Omega _{\rm {N}}}}}}}}}}}}}}}
dove {\displaystyle \varpi } e {\displaystyle \varpi _{\rm {N}}} sono le longitutini del perielio dell'oggetto e di Nettuno, mentre {\displaystyle \Omega } e {\displaystyle \Omega _{\rm {N}}} sono le longitudini dei loro assi nodali.
A titolo d'esempio, l'angolo {\displaystyle \phi } di Plutone oscilla attorno al valore 180° con un'ampiezza di circa 82°, ovvero varia periodicamente tra 98° e 262°. Tutti i plutini scoperti dal Deep Ecliptic Survey hanno un angolo pari a:
{\displaystyle \phi ={\rm {3\cdot \lambda -{\rm {2\cdot \lambda _{\rm {N}}-\varpi }}}}}
simile a quello di Plutone.
Più in generale, la risonanza 2:3 è un esempio di risonanza p:(p+1) (1:2, 2:3, 3:4, ecc.) che si è dimostrato condurre ad orbite stabili. Il loro angolo è:
{\displaystyle \phi ={\rm {p\cdot \lambda -{\rm {q\cdot \lambda _{\rm {N}}-({\rm {p-{\rm {q)\cdot \varpi }}}}}}}}}
L'importanza dell'angolo {\displaystyle \phi } si può comprendere notando che, quando l'oggetto si trova al perielio ({\displaystyle \lambda =\varpi }) si ha che
{\displaystyle \phi =q\cdot (\varpi -\lambda _{\rm {N}})}
ovvero {\displaystyle \phi } fornisce la distanza tra Nettuno e il perielio dell'oggetto. Quest'ultimo è protetto dalle perturbazioni gravitazionali del pianeta se mantiene un perielio lontano da Nettuno, cioè un {\displaystyle \phi } lontano da 0°.

## Metodi di classificazione
Poiché i parametri orbitali dei TNO sono noti con una precisione limitata, questa incertezza può condurre a dei falsi positivi. Un recente approccio considera non solo l'orbita che meglio approssima il moto dell'oggetto, ma anche due ulteriori orbite che corrispondono ai margini di incertezza dei dati di osservazione. Queste tre orbite sono quindi integrate nel tempo, attraverso metodi numerici, lungo un periodo di oltre 10 milioni di anni. Se tutte e tre restano risonanti (cioè il loro angolo di risonanza è oscillante, vedi il paragrafo precedente), il corpo è classificato come sicuramente risonante; se solo due orbite risultano risonanti, esso è classificato come un probabile risonante, mentre se solo un'orbita risulta risonante, occorreranno nuove osservazioni per incrementare la conoscenza del moto dell'oggetto.
I due valori estremi del semiasse maggiore dell'orbita usati per questo metodo sono determinati in modo da corrispondere alle incertezze nei dati per un massimo di tre deviazioni standard. Tale intervallo di valori per il semiasse dovrebbe, sotto certe ipotesi, ridurre la probabilità che l'orbita sia oltre tale range a meno dello 0,3%. Tale metodo è applicabile agli oggetti le cui osservazioni interessano almeno 3 opposizioni.